# Belgische wetgevende verkiezingen 1898
Gedeeltelijke wetgevende verkiezingen werden gehouden in België op 22 mei 1898, met een tweede ronde op 29 mei. Onder het systeem van gedeeltelijke hernieuwing vonden verkiezingen voor de Kamer van volksvertegenwoordigers plaats in vier van de negen provincies, namelijk Oost-Vlaanderen, Henegouwen, Luik en Limburg. Er vonden ook verkiezingen voor de Senaat plaats in dezelfde provincies.

## Kiessysteem
Deze verkiezingen waren de laatste wetgevende verkiezingen onder het meerderheidsstelsel; vanaf de volgende verkiezingen in 1900 werd een proportioneel systeem gehanteerd.

## Kandidaten
Adolf Daens, die in 1894 verkozen werd voor het arrondissement Aalst, werd overtuigd om niet meer deel te nemen aan deze verkiezingen. Zijn Christene Volkspartij stootte op verzet van conservatieve katholieken, met name Charles Woeste. Geen enkele Daensist raakte verkozen bij deze verkiezingen.

## Uitslag
De katholieken behielden hun ruime absolute meerderheid. Het nieuw gekozen parlement kwam in gewone zitting samen op 8 november 1898.
|  | Partij                       | Aantal zetels | Aantal stemmen | Aantal stemmen |
|  | ---------------------------- | ------------- | -------------- | -------------- |
|  | Katholieken                  | 36            | 377.275        | 38,49%         |
|  | Socialisten                  | 15            | 213.511        | 21,78%         |
|  | Liberalen                    | 12            | 177.802        | 18,14%         |
|  | Kartel liberalen/socialisten | 8             | 91.947         | 9,38%          |
|  | andere                       | 2             | 63.122         | 6,44%          |
|  | christ democr                | 1             | 22.962         | 2,34%          |
|  | Links Cartel Gauche          | 1             | 17.724         | 1,81%          |
|  | Diss. Kath.                  | -             | 15.804         | 1,61%          |
|  | Totaal                       | 75            | 980.147        | 100%           |

In de Senaat werden werden 37 van de 76 senatoren verkozen. Daarnaast waren er 26 provinciale senatoren.

## Verkozen volksvertegenwoordigers
Oost-Vlaanderen (24)
- Arrondissement Aalst (4)

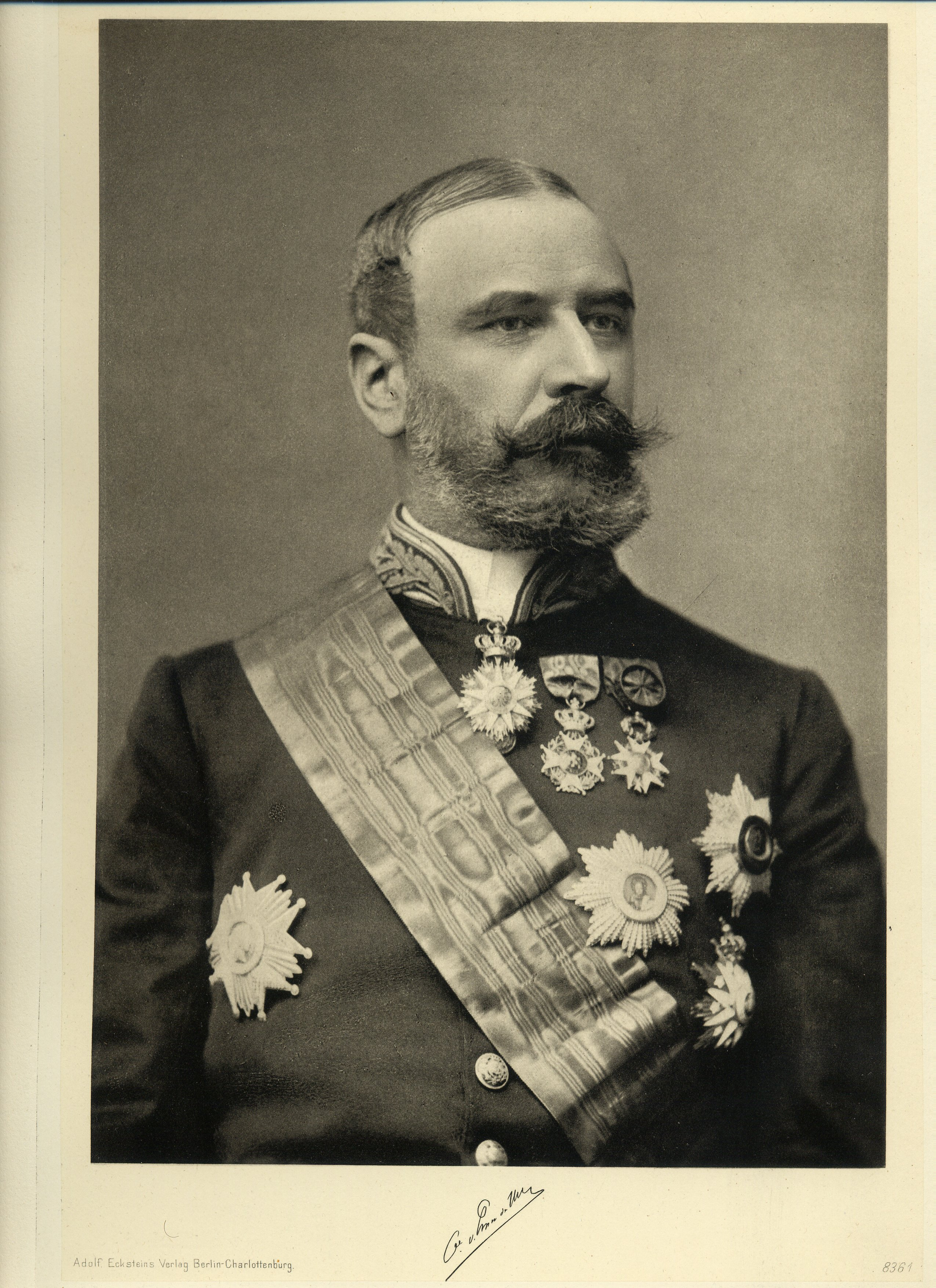
Paul de Smet de Naeyer, herverkozen volksvertegenwoordiger en kabinetsleider

  - Twee katholieken werden herverkozen, namelijk Louis De Sadeleer en Charles Woeste
  - Twee katholieken, namelijk Léon de Bethune en Arthur Vanderlinden, werden verkozen ter vervanging van Adolf Daens (daensist) en Vincent Diericx (katholiek)
- Arrondissement Oudenaarde (3)
  - Twee katholieken werden herverkozen, namelijk Paul Raepsaet en Louis Thienpont
  - Auguste Ferrant (katholiek) werd verkozen ter vervanging van Ephrem De Malander (katholiek)
- Arrondissement Gent (9)
  - Acht katholieken werden herverkozen, namelijk Victor Begerem (minister van Justitie), Eugène De Guchtenaere, Louis de Hemptinne, Paul de Smet de Naeyer (minister van Financiën en kabinetsleider), Auguste Huyshauwer, Arthur Ligy, Jules Maenhaut van Lemberge en Justin Van Cleemputte
  - Gérard Cooreman (katholiek) werd verkozen ter vervanging van Achille Albert Eeman (katholiek)
- Arrondissement Eeklo (1)
  - Arnold t'Kint de Roodenbeke (katholiek) werd herverkozen als enige kandidaat
- Arrondissement Sint-Niklaas (4)
  - Drie katholieken werden herverkozen, namelijk Alfons Janssens, Auguste Raemdonck van Megrode en Joseph Nicolas Van Naemen
  - Frans Van Brussel (katholiek) werd verkozen ter vervanging van Stanislas Verwilghen (katholiek)
- Arrondissement Dendermonde (3)
  - Twee katholieken werden herverkozen, namelijk Léon De Bruyn (minister van Landbouw en Openbare Werken) en Emile Tibbaut
  - Abel de Kerchove d'Exaerde (katholiek) werd verkozen ter vervanging van Gustave Vanden Steen (katholiek)

Henegouwen (26)
- Arrondissement Aat (2)
  - Twee liberalen, namelijk Georges Heupgen en Oswald Ouverleaux, werden verkozen ter vervanging van twee katholieken, namelijk Léon Cambier en Edouard Jean de Rouillé
- Arrondissement Charleroi (8)
  - Acht socialisten werden herverkozen, namelijk Jean Caeluwaert, Ferdinand Cavrot, Jules Destrée, Léopold Fagnart, Léon Furnémont, Pierre Lambillotte, Henri Léonard en Emile Vandervelde
- Arrondissement Bergen (6)
  - Zes socialisten werden herverkozen, namelijk Arthur Bastien, Alphonse Brenez, Alfred Defuisseaux, Léon Defuisseaux, Aurèle Maroille en Louis Roger
- Arrondissement Zinnik (3)
  - Drie socialisten werden herverkozen, namelijk Louis Bertrand, Jules Mansart en Oscar Paquay
- Arrondissement Thuin (3)
  - Nicolas Berloz (socialist) werd herverkozen
  - Twee socialisten, namelijk Georges Grimard en Aristide Walthéry werden verkozen ter vervanging van Charles-Maximilien Bailly (katholiek) en Georges Warocqué (liberaal)
- Arrondissement Doornik (4)
  - Drie katholieken werden herverkozen: Henri Duquesne Watelet de la Vinelle, Joseph Hoÿois en Edmond Moyart
  - Alphonse Stiénon du Pré (katholiek) werd verkozen ter vervanging van Joseph Hecq (katholiek)

Luik (19)
- Arrondissement Hoei (2)
  - Georges Hubin (socialist) werd verkozen ter vervanging van Joseph Warnant (liberaal)
  - Emile Mouton (liberaal) werd herverkozen
- Arrondissement Luik (11)
  - Zes socialisten werden herverkozen, namelijk Edward Anseele, Célestin Demblon, Hector Denis, Jean-Baptiste Schinler, Paul Smeets en Joseph Wettinck
  - Vier liberalen werden herverkozen, namelijk Ferdinand Fléchet, Paul Heuse, Emile Jeanne en Charles Magnette
  - Alfred Journez (liberaal) werd verkozen ter vervanging van Léon Brouwier (liberaal)
- Arrondissement Verviers (4)
  - Vier katholieken, namelijk Antoine Borboux, Jean Delhez, Auguste Loslever en Jules Poswick, werden verkozen ter vervanging van vier socialisten, namelijk Jean Dauvister, Adolphe Gierkens, Jean Malempré en Thomas Niézette
- Arrondissement Borgworm (2)
  - Dominique Pitsaer (katholiek) werd herverkozen
  - François Streel (katholiek) werd verkozen ter vervanging van Dieudonné Alfred Ancion (katholiek)

Limburg (6)
- Arrondissement Hasselt (3)
  - Drie katholieken werden als enige kandidaten herverkozen: Clément Cartuyvels, Adrien de Corswarem en Albert de Theux de Meylandt
- Arrondissement Maaseik (1)
  - Joris Helleputte (katholiek) werd herverkozen
- Arrondissement Tongeren (2)
  - Camille Desmaisières (katholiek) werd herverkozen
  - Henri Gielen (katholiek) werd verkozen ter vervanging van Joseph Indekeu (katholiek)

## Buitengewone verkiezingen
Op 24 juli 1898 vond een buitengewone verkiezing plaats voor een volksvertegenwoordiger in Bastenaken. Henry Delvaux de Fenffe werd verkozen om Emile Van Hoorde op te volgen, die provinciaal senator werd voor Luxemburg.